# Tolstoísmo

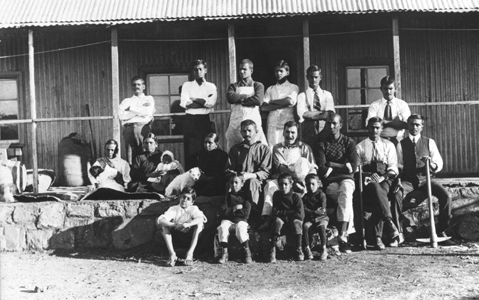
Mahatma Gandhi e outros residentes da fazenda de Tolstói, 1910

Tolstoísmo ou tolstoiismo é um movimento social baseado nas visões filosóficas e religiosas do romancista russo Liev Tolstói (1828–1910). Os pontos de vista de Tolstói foram fundamentados por meio de estudos minusciosos do ministério de Jesus, sobretudo na passagem bíblica O Sermão da Montanha.
Tolstói expressou "grande alegria" diante da grande adesão, não só na Rússia, mas em várias partes da Europa, ao seu seu movimento. No entanto, o autor admitiu que era um erro criar um uma doutrina específica depois de sua morte. Tolstói advertia que cada indivíduo deveria seguir sua consciência individual. Ele escreveu uma carta a um adepto, com os seguintes dizeres:
"Usar o 'Tolstoyismo' como um guia para perguntar a minha solução para as mais diversas questões é um erro grosseiro. Não houve, nem há 'ensinamentos' meus. Existe apenas o único ensinamento universal eterno da Verdade, que para mim, para nós, é claramente expresso nos Evangelhos. Eu aconselhei essa jovem a não viver pela minha consciência, mas por ela própria."

## Credos e práticas

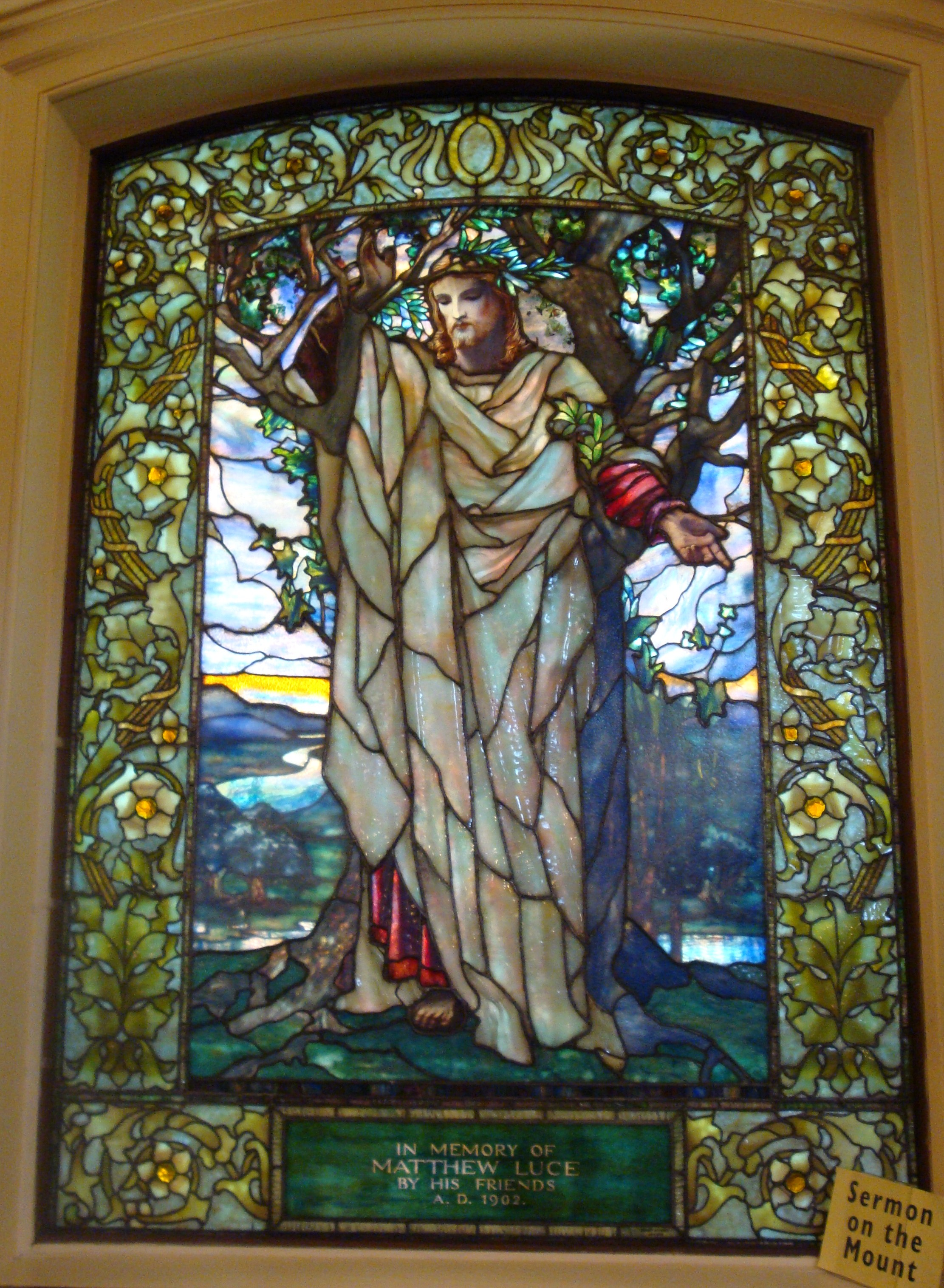
O Sermão da Montanha retratado por Louis Comfort Tiffany.

Os "tolstoinianos" (língua russa: Толстовцы , Tolstovtsy) se identificam como cristãos, mas geralmente não pertencem oficialmente a uma Igreja. Tolstói foi um severo crítico da Igreja Ortodoxa Russa, fato que levou a sua excomunhão em 1901. Tolstoinianos tendem se concentram em seguir os ensinamentos de Jesus e não se importam com milagres ou divindades. Eles tendem a um modo de vida vida ascético e simples. Tolstoinianos são considerados pacifistas cristãos e defendem a não violência em todas as circunstâncias. A compreensão de Tolstói sobre o que significa ser cristão foi fundamentada pelo Sermão da Montanha e resumida em cinco proposições simples:
- 1.	Ame seus inimigos
- 2.	Não seja tomado pela ira
- 3.	Não lute contra o mal fazendo o mal, mas combata o mal com o bem (uma interpretação de ofereça a outra face)
- 4.	Não deseje
- 5.	Não faça juramentos[4]

Tolstoinianos não participam do governo, que consideram imoral, violento e corrupto. Tolstói rejeitou o Estado e todas as instituições que dele derivam - a polícia, os tribunais e o exército. Assim, muitos os consideram como anarquistas cristãos. Historicamente, as ideias de Tolstói influenciaram o pensamento anarquista.

### Vegetarianismo
O movimento vegetariano começou na Europa no século XIX. A primeira sociedade vegetariana foi fundada em Manchester em 1847. Tolstói tornou-se uma grande influência para o movimento. Ele se tornou vegetariano em 1885. Seu ensaio The First Step (1892) e outros foram promovidos internacionalmente pelas sociedades vegetarianas.
O vegetarianismo fazia parte da filosofia tolstoiniana cristã de não-violência. Naquela época, os restaurantes vegetarianos eram poucos, e eles frequentemente serviam como espaços de reunião para os tolstoinianos e outros reformadores sociais. O movimento era, sobretudo, ovolactovegetariano.
Do ponto de vista da medicina da época o vegetarianismo era visto como insalubre.

## Legado

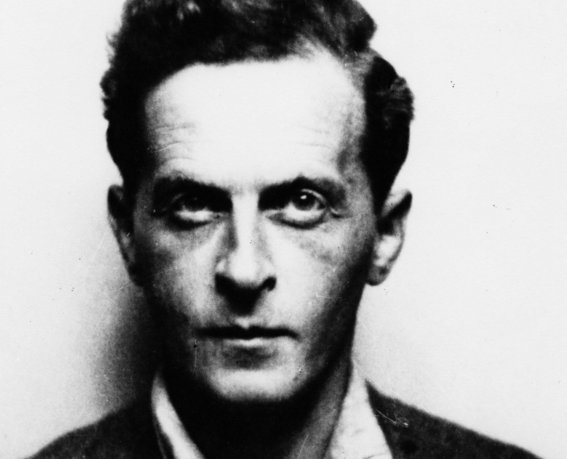
Ludwig Wittgenstein

Ele inspirou muitos seguidores em diversos países que formaram comunidades e publicaram obras dedicadas a promover as ideias de Tolstói, principalmente no final do século XIX e início do século XX. Vários indivíduos foram influenciados por Tolstói, dentre eles Wittgenstein, William Jennings Bryan e Gandhi.

### Seguidores célebres
- Abraham Yehudah Khein
- Alexandra Tolstaya
- Arvid Järnefelt
- Aylmer and Louise Maude
- Boris Pasternak
- Dmitry Khilkov
- Dorothy Day
- Emil Cedercreutz
- Ernest Howard Crosby
- Georg Boldt
- Georgy Gapon
- Harold Williams
- James Bevel
- Jean Boldt
- Kenjirō Tokutomi
- Leonid Pasternak
- Leopold Sulerzhitsky
- Mahatma Gandhi
- Saneatsu Mushanokōji
- Sergei Tolstoy
- Takeo Arishima
- Valentin Bulgakov
- Vladimir Chertkov
- Wittgenstein